# لوري ر. سانتوس
لوري ر. سانتوس (بالإنجليزية: Laurie R. Santos)‏ هي عالمة نفس أمريكية، ولدت في 1975 في نيو بدفورد في الولايات المتحدة.